# Mildam
Mildam est un village situé dans la commune néerlandaise de Heerenveen, dans la province de la Frise. Son nom en frison est Mildaam. Le 1er janvier 2006, le village comptait 724 habitants.
L'artiste Louis Guillaume Le Roy y construit une "écocathédrale"